# 赵家窑墓群
赵家窑墓群，位于中国河北省张家口市乔家坊村，为张家口市怀安县的一个省级文物保护单位，类型为古墓葬，公布时间为1982年7月23日。
赵家窑墓群的历史年代为汉代。